# Spongia punctata
Spongia punctata är en svampdjursart som beskrevs av Hyatt 1877. Spongia punctata ingår i släktet Spongia och familjen Spongiidae. Utöver nominatformen finns också underarten S. p. densa.